# Alimentador Torre Blanca (Metropolitano)
El servicio AN-19 o alimentador Torre Blanca del Metropolitano conecta el distrito de Comas la con la zona Industrial del distrito de Carabayllo. Fue inaugurada el 21 de septiembre del 2024 junto a 2 alimentadores más. En su inicio de operaciones, el alimentador iniciaba en la estación Los Incas hasta el 16 de octubre de 2024, que se amplió hasta la Estación 22 de agosto, esto como propósito de interconectar el alimentador con el Super Expreso Norte y así reducir la demanda existente en diferentes estaciones de la ampliación norte en las mañanas.

## Características
Su flota está compuesta por autobuses amarillos de 12 metros.

### Horarios y Tarifas
| Servicio Alimentador | Lunes a Sabado | Lunes a Sabado | Domingo       | Domingo       |
| Servicio Alimentador | Ida            | Vuelta         | Ida           | Vuelta        |
| -------------------- | -------------- | -------------- | ------------- | ------------- |
| Regular              | 05:30 - 00:00  | 05:00 - 23:30  | 05:30 - 23:00 | 05:00 - 22:30 |

| TARIFA      | Regular | Expreso |
| ----------- | ------- | ------- |
| General     | S/ 1.50 | -       |
| Estudiantes | S/ 0.75 | -       |
| CONADIS     | Gratis  | Gratis  |

## Recorrido
| Ida Torre Blanca    | Avenida Universitaria — Avenida Micaela Bastidas — Avenida Tupac Amaru — Avenida Torre Blanca                        |
| Vuelta 22 de Agosto | Avenida Torre Blanca — Avenida Tupac Amaru — Avenida Micaela Bastidas — Avenida Universitaria — Avenida 22 de agosto |

## Paraderos
| N°  | Paradero                           | Común con       |
| --- | ---------------------------------- | --------------- |
| 1   | 22 de Agosto                       |                 |
| 2   | La Pascana                         | AN-08           |
| 3   | Cáceres                            | AN-08           |
| 4   | Miguel Grau                        | AN-08           |
| 5   | Fe y Alegría                       | AN-04AN-08AN-09 |
| 6   | Hospital de Collique               |                 |
| 7   | San Felipe                         | AN-09           |
| 8   | Santa Isabel                       | AN-09           |
| (/) | Terminal Chimpu Ocllo (embarque 2) |                 |
| 9   | Chimpu Ocllo                       | AN-09           |
| 10  | La Flor                            | AN-09           |
| 11  | Caudivilla                         | AN-09           |
| 12  | Manco Cápac (Merino)               | AN-09           |
| 13  | José Pardo                         | AN-09           |
| 14  | Villa Esperanza                    | AN-09           |
| 15  | Ciro Alegría                       | AN-09           |
| 16  | La Cumbre                          | AN-09           |
| 17  | Augusto B. Leguía                  | AN-09           |
| 18  | 21                                 |                 |
| 19  | Huascarán                          |                 |
| 20  | Vega                               |                 |
| 21  | San Antonio                        |                 |
| 22  | Pisa                               |                 |
| 23  | Mercado                            |                 |
| 24  | El Carmen                          |                 |
| 25  | Avenida 3                          |                 |
| 26  | Torre Blanca                       |                 |

| N°  | Paradero                           | Común con        |
| --- | ---------------------------------- | ---------------- |
| 1   | Torre Blanca                       |                  |
| 2   | Avenida 3                          |                  |
| 3   | El Carmen                          |                  |
| 4   | Mercado                            |                  |
| 5   | Pisa                               |                  |
| 6   | San Antonio                        |                  |
| 7   | Vega                               |                  |
| 8   | Progreso                           |                  |
| 9   | 21                                 |                  |
| 10  | Augusto B. Leguía                  | AN-09            |
| 11  | La Cumbre                          | AN-09            |
| 12  | Ciro Alegría                       | AN-09            |
| 13  | Cedros                             | AN-09            |
| 14  | Villa Esperanza                    | AN-09            |
| 15  | José Pardo                         | AN-09            |
| 16  | Manco Cápac (Merino)               | AN-09            |
| 17  | Caudivilla                         | AN-09            |
| 18  | La Flor                            | AN-09            |
| 19  | Chimpu Ocllo                       | AN-09            |
| (/) | Terminal Chimpu Ocllo (embarque 2) |                  |
| 20  | Santa Isabel                       | AN-09            |
| 21  | San Felipe                         | AN-09            |
| 22  | San Carlos                         |                  |
| 23  | Hospital de Collique               |                  |
| 24  | Fe y Alegría                       | AN-04AN-08 AN-09 |
| 25  | Miguel Grau                        | AN-08            |
| 26  | Jamaica                            | AN-08            |
| 27  | La Pascana                         | AN-08            |
| 28  | 22 de Agosto                       |                  |